# لیلی السی
لیلی السی (انگلیسی: Lily Elsie; ۸ آوریل ۱۸۸۶ – ۱۶ دسامبر ۱۹۶۲) هنرپیشه و خواننده اهل بریتانیا بود. وی بین سال‌های ۱۸۹۵ تا ۱۹۲۹ میلادی فعالیت می‌کرد.